# Big Girls Cry
"Big Girls Cry" er en single af den australske sanger og musiker Sia fra hendes album 1000 Forms of Fear, som en opfølgning til hendes internationale hit single  Chandelier, og hendes samarbejde med Eminem på "Guts Over Fear". Det hittede i Belgien og ramte top 40 i Australien og Frankrig.
Den 15. oktober Sia udført "Big Girls Cry" på The Recording Academy.
Den elektronisk musik duo, Odesza, udgav en "urolig, chillwave" remix af "Big Girls Cry" den 5. december. 